# Leptosciarella holotricha
Leptosciarella holotricha är en tvåvingeart som beskrevs av Werner Mohrig och Menzel 1997. Leptosciarella holotricha ingår i släktet Leptosciarella och familjen sorgmyggor. Arten är reproducerande i Sverige. Inga underarter finns listade i Catalogue of Life.